# شورای تحقیقات و آموزش جنگلداری هند
شورای تحقیقات و آموزش جنگل داری هند (ای سی اف آر ای) یک نهاد مستقل یا نهاد دولتی زیر نظر ام او ای اف سی سی، دولت هند است. که دفتر مرکزی آن در درادون واقع شده و فعالیت آن انجام پژوهش در حوضه جنگلداری می‌باشد. و دیگر کارهای آن همچون انتقال فناوری‌های گسترش یافته به ایالت‌های هند و سایر سازمان‌های کاربر؛ و برای تعلیم در زمینه جنگلداری می‌باشد. این شورا دارای ۹ مؤسسه پژوهشی و ۴ مرکز توسعه یافته برای پاسخگویی به نیازهای پژوهشی نواحی مختلف زیستی-جغرافیایی است. آنان در درادون، شیملا، رانچی، جورهات، جبالپور، جودپور، بنگالورو، کویمباتور، پرایاگراج، چیندوارا، آیزاول، حیدرآباد و آگارتالا واقع شده‌اند.

## تاریخچه
شورای تحقیقات و آموزش جنگل داری هند، گسترده‌ترین نهاد مسئول در حوضه پژوهش‌های جنگلداری در هند می‌باشد. شورای تحقیقات و آموزش جنگل داری هند، در سال ۱۹۸۶ تحت عنوان وزارت مرکزی محیط زیست و جنگل‌ها (هند) برای راهنمایی و مدیریت پژوهش‌ها و تعلیم در قسمت جنگل‌داری در هند پایه‌گذاری شد. و بعد از آن این شورا از طرف یک مدیر کل با دفتر مرکزی در دهرادون مدیریت می‌شود. بعدها این شورا در سال ۱۹۹۱ به یک شورای خودمختار زیر نظر وزارت تغییر پیدا می‌کند.

## مأموریت ها
وظیفه شورای تحقیقات و آموزش جنگل داری هند، ساماندهی، راهنمایی و مدیریت پژوهش ها و آموزش در قسمت جنگل داری می باشد. بعدها شورای تحقیقات و آموزش جنگل داری هند، یک دفتر ملی منابع ژنتیکی جنگل (ان بی اف جی آر) تشکیل داد.